# 최종영
최종영(崔鍾泳, 1939년 2월 20일 - )은 대한민국의 제13대 대법원장을 지낸 법조인이다. 본관 강릉이고, 강원도 강릉 출신이다.

## 학력
- ~ 1957년: 강릉제일고등학교
- ~ 1962년: 서울대학교 법학 학사

## 경력
- 1961년: 제13회 사법시험 합격
- 1965년: 부산지방법원 판사
- 1993 ~ 1997년: 대법원 법원행정처장
- 1997년 ~ 1998 8월: 제11대 중앙선거관리위원회 위원장
- 1999년 ~ 2005년: 제13대 대법원장
- 2006년 ~ : 법무법인 바른 고문변호사

| 전임 박우동 | 제13대 법원행정처장 1993년 10월 4일 ~ 1997년 1월 23일 | 후임 안용득 |

| 전임 윤관 | 제13대 대한민국의 대법원장 1999년 9월 25일 ~ 2005년 9월 23일 | 후임 이용훈 |